# Voggendorf (Bechhofen)
Voggendorf ist ein Gemeindeteil des Marktes Bechhofen im Landkreis Ansbach (Mittelfranken, Bayern). Voggendorf liegt in der Gemarkung Wiesethbruck.

## Geografie
Durch das Dorf fließt der Bronnenwasengraben, der unmittelbar südlich als linker Zufluss in die Wieseth mündet. Der Ort liegt in einer flachhügeligen Ebene bestehend aus Grünland mit vereinzeltem Baumbestand und Ackerland. Im Nordwesten wird die Flur Langer Morgen genannt, im Nordosten Heide und im Osten Lämmerwasen. Im Süden jenseits der Wiese befindet sich ein Naturschutzgebiet.
Durch den Ort verläuft die Kreisstraße AN 57, die nach Wiesethbruck (1,1 km östlich) bzw. nach Fröschau zur Staatsstraße 2220 führt (1,6 km westlich). Gemeindeverbindungsstraßen verlaufen nach Großenried (2,5 km nördlich) und zur Burgstallmühle (0,5 km südlich).

## Geschichte
Voggendorf lag im Fraischbezirk des ansbachischen Oberamtes Feuchtwangen. 1732 bestand der Ort aus neun Anwesen mit zehn Mannschaften und einem Gemeindehirtenhaus. Grundherren waren das eichstättische Kastenamt Arberg-Ornbau (ein Schafhof mit doppelter Mannschaft, ein Gütlein) und das Rittergut Wiesethbruck der Schenken zu Geyern zu Syburg (ein Hof, sechs Gütlein). An diesen Verhältnissen änderte sich bis zum Ende des Alten Reiches nichts. Von 1797 bis 1808 unterstand der Ort dem Justiz- und Kammeramt Feuchtwangen.
Mit dem Gemeindeedikt (frühes 19. Jahrhundert) wurde Voggendorf dem Steuerdistrikt Bechhofen und der Ruralgemeinde Wiesethbruck zugeordnet. Im Zuge der Gebietsreform in Bayern wurde Voggendorf am 1. Oktober 1971 nach Bechhofen eingemeindet.
Im Ort gab es von 1945 bis 1957 auf einem ehemaligen Wehrmachtsgelände (Flugplatz) ein Lager für Flüchtlinge aus den ehemaligen Ostgebieten und später auch aus Ungarn, die in neun Großraumbaracken, zwei Mehrzweckbaracken und einer provisorischen Kirche lebten. Zeitweise waren es bis zu 1200 Personen. Mit der damaligen Bevölkerung von Voggendorf – nur ca. 80 Einwohner – waren Konflikte an der Tagesordnung. Heute erinnert eine große Infowand in der Ortsmitte an das Lager Voggendorf. Von den über 1000 Flüchtlingen haben ca. 70 % in Bechhofen und Umgebung eine neue Heimat gefunden. Alle drei Jahre wird in Voggendorf das große Lagerfest gefeiert. Dann treffen sich die ehemaligen Bewohner aus ganz Deutschland wieder.

## Einwohnerentwicklung
| Jahr      | 1818  | 1840   | 1861   | 1871   | 1885   | 1900   | 1925   | 1950   | 1961   | 1970   | 1987   | 2001   | 2011 | 2017   | 2023  |
| Einwohner | 92    | 87     | 88     | 78     | 105    | 96     | 127    | 183    | 133    | 153    | 148    | 151    | 171  | 170    | 188   |
| Häuser    | 17    | 16     |        |        | 23     | 26     | 27     | 27     | 31     |        | 44     |        |      |        |       |
| Quelle    | [ 9 ] | [ 10 ] | [ 11 ] | [ 12 ] | [ 13 ] | [ 14 ] | [ 15 ] | [ 16 ] | [ 17 ] | [ 18 ] | [ 19 ] | [ 20 ] |      | [ 21 ] | [ 1 ] |

## Religion
Der Ort ist seit der Reformation gemischt konfessionell. Die Katholiken sind nach St. Blasius (Arberg) gepfarrt, die Protestanten waren ursprünglich nach St. Maria (Königshofen an der Heide) gepfarrt, seit 1902 ist die Pfarrei St. Johannis (Bechhofen) zuständig.